# Protomacronema tanganikae
Protomacronema tanganikae is een schietmot uit de familie Hydropsychidae. De soort komt voor in het Afrotropisch gebied.